# 펠롭스

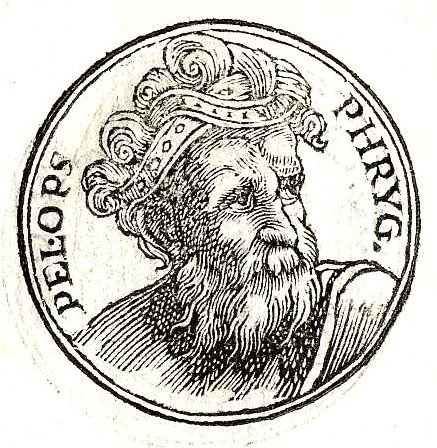
펠롭스

펠롭스는 그리스 신화의 인물로 펠로폰네소스반도에 있던 피사의 왕이었다. 탄탈로스의 아들이자 히포다메이아의 남편이다.

## 펠롭스의 가계
펠롭스는 탄탈로스의 아들이고, 어머니는 디오네, 에우리아낫사, 에우리테미스타 중 한 명이라는 설이 있다. 펠롭스는 피리기아나 리디아에서 태어났는데, 고향을 떠나 그리스로 가서 피사 또는 올림피아의 왕이었던 오이노마오스로부터 왕위를 빼앗았다.

펠로폰네소스의 뜻이 펠롭스의 섬이란 뜻이다.
펠롭스는 아내 히포다메이아에게서 많은 아이를 얻었다. 그들의 아들로는 피테우스, 트로이젠, 알카토오스, 디모에테스, 플레이스테네스, 아트레우스, 티에스테스, 코프레오스, 히팔시모스, 클레오네스와 레트레오스 등이 있고, 딸들 중 몇몇은 페르세우스 가문의 남자들과 결혼했는데 알카이오스와 결혼한 아스티다메이아, 스테넬로스와 결혼한 니키페, 엘렉트리온과 결혼한 에우리디케가 있다. 또한 펠롭스는 님프 악시오케 혹은 다나이스로부터 크리시포스를 얻었다.아들 중 아트레우스의 아들들이 후일 트로이 전쟁의 헬라스 총사령관이었던 미케네의 아가멤논과 헬레나의 남편인 스파르타의 메넬라오스이다.

## 탄탈로스의 잔인한 연회
펠롭스의 아버지인 탄탈로스는 아나톨리아 지방의 시필로스 산의 왕이었다. 탄탈로스는 신들을 시험하기 위해서 아들인 펠롭스를 죽여 요리해 신들을 대접했다. 당시 딸 페르세포네를 잃고 슬픔에 잠겨 있던 데메테르는 무심코 펠롭스의 살점을 집어먹고 말았다. 다른 신들은 탄탈로스의 짓을 알아채고 그를 타르타로스에 떨어트린 뒤 펠롭스를 살려냈으나, 데메테르가 먹어버린 어깨 부분의 살은 회복되지 않았기 때문에 헤파이스토스가 상아로 메꾸어 주었다.

## 히포다메이아에게의 구혼
청년이 된 펠롭스는 오이노마오스의 딸 히포다메이아와 결혼하고 싶었다. 오이노마오스는 그의 사위에게 살해당할 것이라는 예언 때문에 아무도 딸과 결혼하지 못하도록, 구혼하러 오는 자들에게 전차 경주를 제안했다. 구혼자들은 히포다메이아를 싣고 전차를 몰아 달아났고, 오이노마오스가 뒤따라갔다. 따라잡히게 되면 그대로 오이노마오스에게 살해당했으며, 그들의 목은 본보기로 궁전 기둥에 걸렸다.

펠롭스는 포세이돈에게 도움을 요청했고, 날개달린 말들이 끄는 전차를 받았다. 펠롭스는 다시 왕의 마차지기인 헤르메스의 아들 미르틸로스에게 찾아갔다. 펠롭스, 혹은 히포다메이아가 그에게 왕국의 반을 나누어 주고 히포다메이아의 초야를 함께 보내게 해 준다는 조건을 제시하고 협조를 요청했다. 미르틸로스는 경주 전날 밤에 굴대와 바퀴를 연결하는 못을 청동으로 만든 것에서 밀랍으로 만든 것으로 바꾸었다. 전차경주가 시작되고, 한참의 질주 끝에 오이노마오스가 막 펠롭스를 따라잡아 살해하려고 할 때, 바퀴는 떨어져 날아가고 전차는 조각났다. 미르틸로스는 살아남았지만 오이노마오스는 죽었다. 후에 미르틸로스가 약속받은 히포다메이아와의 하룻밤을 요구하며 그녀를 겁탈하려 하자, 펠롭스는 미르틸로스를 바닷가 벼랑에서 밀어 살해했다.

## 같이 보기
- 니오베 (탄탈로스의 딸)